# Skimmer

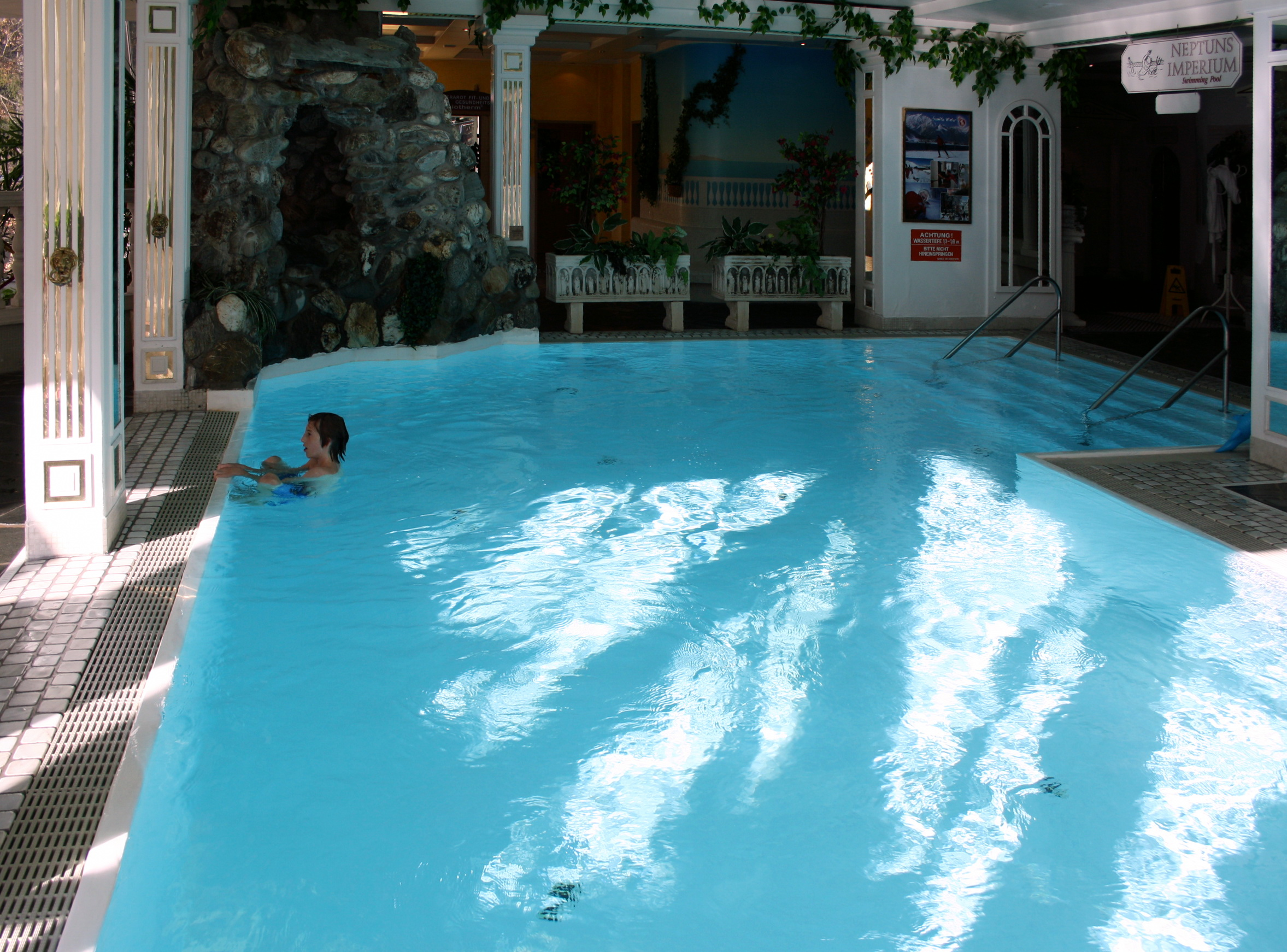
Piscina com skimmer lateral

Skimmer ou escumador é um acessório essencial para a manutenção e higienização da água de piscinas. Permite eliminar toda a sujeira superficial pendente na água, como folhas, oleosidades de bronzeadores e secreções. Tais impurezas ficam suspensas na superfície afetam a aparência da água e nem sempre são removidas no processo de aspiração convencional. O skimmer é instalado diretamente no sistema de aspiração e tem também o papel de controlar o nível da água, a fim de evitar transbordamentos acidentais.  Nos Estados Unidos e Portugal, o uso do skimmer em construções de piscinas é obrigatório, regulamentado e normatizado por órgãos competentes.